# Pseudothelphusoidea
Die Pseudothelphusoidea sind eine Überfamilie der Krabben mit 304 Arten in 49 Gattungen.

## Merkmale
Pseudothelphusoidea sind heterotreme Krabben, deren Carapax queroval und in Längsrichtung flach oder konvex ist. Die Kiemenregion ist verbreitert. Die Rückenseite ist üblicherweise glatt, die Regionen undeutlich abgegrenzt. Die epigastrischen Lappen sind deutlich und in der Mitte nicht verschmolzen, sondern durch eine Grube getrennt. Zwei kleine Y-förmige Eindellungen nahe der hinteren Magenregion entsprechen den beiden Apophysen, an denen die „Magenmühle“ ansetzt. Der vorn-seitliche Rand des Carapax ist oft granuliert, gesägt oder mit Dornen besetzt. Die Unteraugengrube ist undeutlich, eine Halsgrube vorhanden. Der Stirnrand ist breit, leicht gebogen, ein Unterstirndreieck fehlt. Der Augenhöhlenrand ist vollständig und manchmal mit Höckern besetzt. Die Antennulae sind kurz, schräg angeordnet und in Grübchen gelegen. Die Antennen sind klein, mit einem kurzen Flagellum besetzt. Ihr Basalsegment und der Pedunculus füllt den Augenhöhlenschlitz aus und kann denn Stirnrand erreichen. Die mittige Projektion des Epistoms verläuft horizontal. Die Ausströmöffnung der Kiemenkammer ist von vorn sichtbar. Eine Mundboden-Leiste ist vorhanden, aber niedrig. Die Mandibularpalpen sind zweigliedrig, ihr Endsegment ist zweilappig.
Die Scherenbeine (Chelipeden) sind häufig unterschiedlich groß. Die Dactyli der Schreitbeine haben fünf Reihen kleiner Dornen. Die Sternal-Nähte 4 / 5 bis 7 / 8 sind unterbrochen. Das Penisgrübchen ist rudimentär und liegt am hinteren Rand des siebten und vorderen Rand des achten Sterniten. Der Penis erhebt sich nahe der Coxa des letzten Schreitbeinpaars. Das erste Gonopodium ist dreigliedrig, kräftig, gerade, am Ende verdickt mit einer typischen komplexen Bildung aus Lappen, Platten und Fortsätzen. Das zweite Gonopodium ist lang und schlank. Pseudolungen (→ Kiemenkammer) sind ausgebildet. Das Pleon der Männchen besteht aus freien Segmenten, ist breit dreieckig und berührt die Coxae des letzten Beinpaars. Das Telson ist dreieckig mit abgerundeter Spitze.
Erkennungsmerkmal der Überfamilie ist das verbreiterte G1 mit Dornen oder Lappen.

## Systematik und Evolution
Pseudothelphusoidea werden in die beiden Familien Epiloboceridae und Pseudothelphusidae unterteilt.
Phylogenetische Analysen zeigen, dass sich die Pseudothelphusoidea in der späten Kreidezeit, vor etwa 68 Millionen Jahren von den Trichodactyloidea abspalteten. Zuvor hatten sich in der mittleren Kreide (vor 83,2 Millionen Jahren) die amerikanischen Süßwasserkrabben von den afrikanischen Potamonautidae getrennt.